# Irula
Pour le peuple, voir Irular (peuple).
L'irula est une langue dravidienne, parlée par les Irulars qui vivent  dans les collines de Nilgiri, dans l'État de Tamil Nadu et du Karnataka, en Inde.

## Phonologie
Les tableaux présentent les phonèmes vocaliques et consonantiques de l'irula. 

### Voyelles
|         | Antérieure                  | Centrale                    | Postérieure                 |
| ------- | --------------------------- | --------------------------- | --------------------------- |
| Fermée  | ï [ï] ïː [ïː] i [i] iː [iː] |                             | ü [ü] üː [üː] u [u] uː [uː] |
| Moyenne | ë [ë] ëː [ëː] e [e] eː [eː] |                             | ö [ö] öː [öː] o [o] oː [oː] |
| Ouverte |                             | ä [ä] äː [äː] a [a] aː [aː] |                             |

### Consonnes
Les phonèmes marqués d'un astérisque n'apparaissent que chez Zvelebil.
|              |              | Bilabiales | Dentales | Alvéolaires | Alvéolaires | Alvéolaires | Rétrofl. | Vélaires |
| ------------ | ------------ | ---------- | -------- | ----------- | ----------- | ----------- | -------- | -------- |
| Centrales    | Latérales    | Bilabiales | Dentales | Palatales   |             |             | Rétrofl. | Vélaires |
| Occlusives   | Sourdes      | p [p]      | t [t̪]    | t [t]*      |             |             | ṭ [ʈ ]   | k [k]    |
| Occlusives   | Sonores      | b [b]      | d [d̪]    | d [d]*      |             |             | ḍ [ɖ ]   | g [ɡ]    |
| Affriquées   | Sourdes      |            |          |             |             | c [ t͡ʃ ]    |          |          |
| Affriquées   | Sonores      |            |          |             |             | j [ d͡ʒ]     |          |          |
| Fricatives   | Sourdes      |            |          | s [s]       |             |             |          |          |
| Fricatives   | Sonores      | v [v]      |          |             |             |             |          |          |
| Nasales      | Nasales      | m [m]      |          | n [n]       |             |             | ṇ [ɳ]    | ṅ [ŋ]*   |
| Liquides     | Liquides     |            |          |             | l [l]       |             | ḷ [ɭ ]   |          |
| Roulées      | Roulées      |            | r [r̪]    | r [r]       |             |             |          |          |
| Semi-voyelle | Semi-voyelle |            |          |             |             | y [ j]      | y [ʝ]*   |          |